# Ekvatorialguinea
Ekvatorialguinea, formellt Republiken Ekvatorialguinea, är en av de minsta staterna i Afrika. Landet ligger dels på fastlandet, dels på fem bebodda öar. Ekvatorialguinea gränsar till Kamerun och Gabon samt Biafrabukten i Atlanten. 
Historiska namn på landet är Spanska Guinea som inkluderade det spanskkontrollerade fastlandsområdet Río Muni, nuvarande Mbini.
Den största ön Bioko var länge portugisisk och den var i hundratals år känd under namnet Fernando Pó och som knutpunkt för handel med förslavade människor. Spanjorerna övertog makten 1778. År 1827 övertogs Fernando Pó av britterna, som använde ön som bas i arbetet med att stoppa slavhandeln i Beninbukten; ön blev dock spansk igen i mitten av 1800-talet.
Efter frigörelsen från Spanien 1968 föll Ekvatorialguinea i händerna på Francisco Macías Nguema. Han var medlem av mongomoklanen ur bantufolket fang, och under 11 år bedrev han en blodig diktatur tills han störtades och avrättades. Hans efterträdare, brorsonen Teodoro Obiang Nguema, fortsatte att regera i samma stil. Observatörer beskrev valet 1996 och det 2002 som en politisk fars.
År 2011 tillkännagav Ekvatorialguineas regering att man planerar att bygga en ny huvudstad vid namn Ciudad de la Paz (tidigare Oyala). Ekvatorialguinea arrangerade Afrikanska mästerskapet i fotboll 2015 efter att Marocko avböjt arrangemanget som en följd av ebolautbrottet i Västafrika 2014.

## Historia

### Förhistoria (före 1778)
Ön Fernando Póo (Bioko) utforskades av portugisen Fernão do Póo på 1400-talet. Ön liksom fastlandet (Rio Muni) beboddes av pygméfolk. Dessa trängdes i Rio Muni delvis undan av det åkerbrukande bantufolket fang under 1700-talet. Kustlandet drabbades under lång tid av europeisk slavjakt och slavhandel.

### Kolonialtid
År 1778 övertog spanjorerna Fernando Póo och Rio Muni. På Fernando Póo trängdes pygméerna undan av det inflyttande bubifolket under 1800-talet. Britterna övertog Fernando Póo 1827, och använde den som bas för att motarbeta slavhandeln i Beninbukten.
I mitten av 1800-talet blev Fernando Póo dock åter spanskt, men spanjorerna fick inte full kontroll över Rio Muni (Mbini) förrän i slutet av 1920-talet. Fernando Póo och Rio Muni förenades till Spanska Guinea när de båda blivit spanska. Först när det spanska inbördeskriget tog slut 1939 integrerades landet i den koloniala ekonomin, som producent av timmer och kakao. År 1959 blev kolonin en integrerad del av Spanien, men den fick visst självstyre 1963.

### Självständighet
Ekvatorialguinea blev självständigt den 12 oktober 1968 efter 190 år som den spanska kolonin Spanska Guinea. Spanien fortsatte dock dominera ekonomin. Politiskt skapades en mycket brutal diktatur, som isolerade landet, och en tredjedel av befolkningen flydde landet. Diktatorn Nguema avsattes och avrättades 1979, men diktaturen fortsatte genom den nuvarande presidenten, Teodoro Obiang Nguema, som har styrt landet sedan kuppen 1979. Flera nya kuppförsök gjordes i början av 1980-talet. Efter en folkomröstning 1982 antogs en ny författning, med en övergång till civilt styre senast 1989. Formellt är Ekvatorialguinea en demokrati sedan 1991, men i de val som hållits sedan dess anses det ha förekommit valfusk.
Ekvatorialguineas författning föreskriver att flerpartisystem ska råda men rätten att bilda politiska partier och delta i val är begränsad. I praktiken styrs landet helt av president Teodoro Obiang Nguema Mbasogo och hans närmaste släktingar. Flera organisationer rapporterar om grova brott mot de mänskliga rättigheterna, att rättssystemet inte är fritt och att tortyr används ofta.

## Geografi

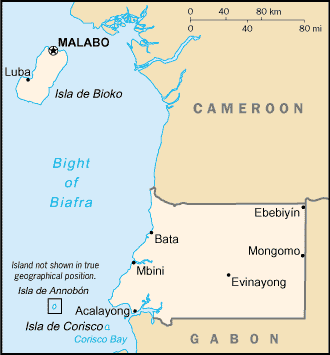
Ekvatorialguinea

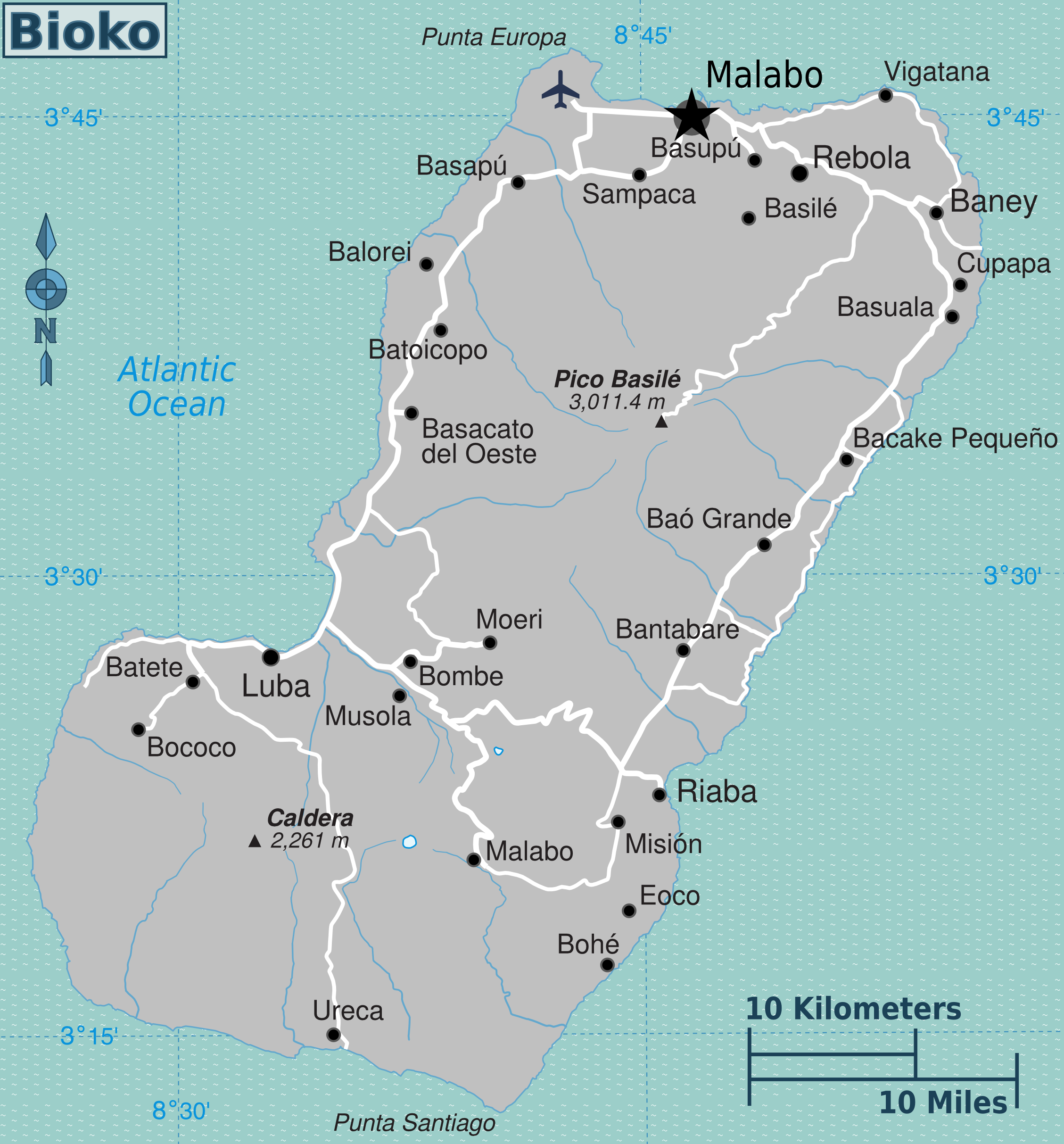
Bioko

Landet är beläget i västra Afrika vid Atlantens kust. Sitt namn till trots korsas landet inte av ekvatorn.

### Topografi och hydrografi
Fastlandet har en låglänt kust, men höjer sig i det inre till en högplatå på cirka 1 200 meter. Den största ön Bioko är bergig med vulkanen Santa Isabel (3 008 meter) som högsta topp. I Sydatlanten ligger vulkanön Pagalu (f.d. Annobón). Landet har många floder som bildar vattenfall. 
Den bergiga ön Bioko har vulkanisk jordmån med god bördighet. Den har under lång tid försörjt slättlandet med kakao, och det finns kaffeplantager på de högbelänta sluttningarna till toppen, Santa Isabel. Öns södra halva består av klippterräng och forsande floder. Fastlandet är glest befolkat, och mangroveträsk längs kusten övergår inåt landet i tät regnskog. Här har utländska bolag avverkningsrättigheter och okumeträd och mahogny avverkas.

### Klimat
Klimatet är tropiskt med stora regnmängder, vilket innebär att det alltid är varmt och fuktigt, särskilt på ön Bioko, och regnskog täcker stora områden. Svåra stormar och översvämningar förekommer.

### Miljöproblem
Landets största miljöproblem är brist på dricksvatten och för stor avverkning av skog. 

## Styre och politik

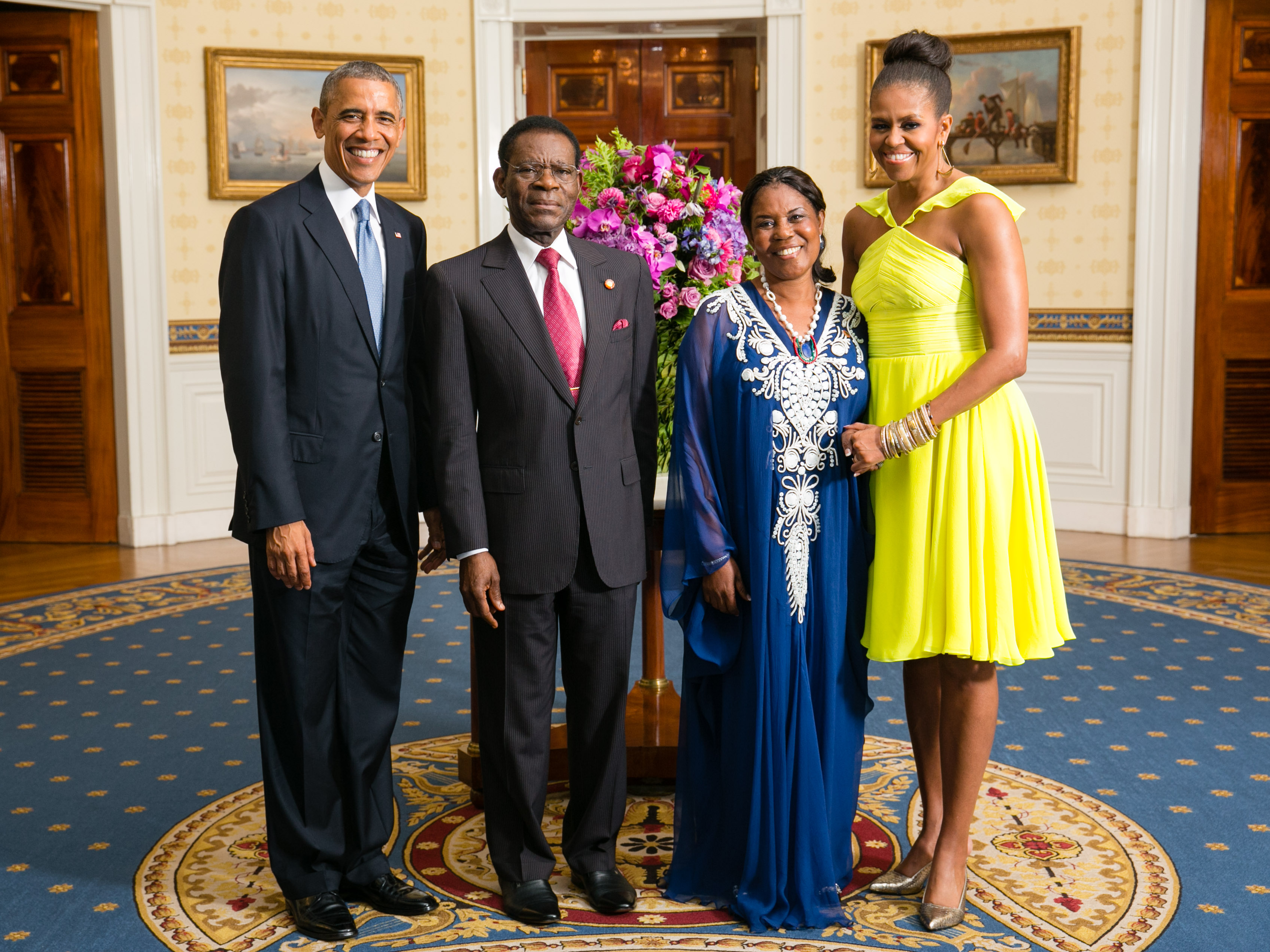
President Barack Obama och Michelle Obama möter president Teodoro Obiang Nguema Mbasogo och hans hustru Constancia Mangue de Obiang i Vita huset, 2 augusti 2014

Efter landets självständighet från Spanien den 12 oktober 1968 fick Francisco Macías Nguema makten i landet. Efter att ha angripit de 7 000 spanjorer som var kvar i landet förbjöd han andra partier att verka i landet och införde en enpartistat. Under hans diktatur dödades tiotusentals människor och 100 000 flydde landet. Förvaltningen bröt samman och efter nationalisering av landets företag och planekonomi efter sovjetisk modell bröt även ekonomin samman. År 1979 genomförde Teodoro Obiang Nguema en kupp och har sedan dess enväldigt styrt landet. Det har aldrig genomförts några fria och rättvisa val i landets historia.

### Författning och styre
Presidenten har mycket stark makt och utser både landets regeringschef samt alla domare och är därtill överbefälhavare. Mandatperioden är på sju år och det finns ingen begränsning på antalet gånger presidenten kan väljas om. Genom åren har det genomförts ett flertal misslyckade kuppförsök i landet. Omfattande nepotism sker och presidentens söner, släktingar och andra medlemmar från presidentens klan, esangui, har nyckelposter i statsförvaltningen.
Ekvatorialguinea är en av världens hårdaste diktaturer. Förtrycket har förvärrats sedan presidentvalet 2016 då den sista spillran av opposition fängslades. President Obiang och hans släktingar har kontroll över såväl medierna som rättsväsendet.

### Administrativ indelning
Ekvatorialguinea är indelat i sju provinser (provincias): Annobon, Bioko Norte, Bioko Sur, Centro Sur, Kie-Ntem, Litoral och Wele-Nzas.

### Mänskliga rättigheter
Europaparlamentet har antagit en resolution om situationen för de mänskliga rättigheterna i Ekvatorialguinea.
Europaparlamentet fördömer å det kraftigaste den tortyr och misshandel som de politiska fångarna och deras familjer utsätts för, bland annat under rättegången som vedergällning för de uttalanden de gjort inför domstolen, vilket strider mot alla konventioner om mänskliga rättigheter som Ekvatorialguinea har undertecknat.

## Ekonomi och infrastruktur
Upptäckten och utvinningen av landets stora oljefyndigheter har skapat en stor ekonomisk tillväxt vilket lett till att Ekvatorialguinea har högst BNP per capita av de afrikanska länderna söder om Sahara. Den spanska hjälpen är betydande. Jordbruket dominerar näringarna och ger främst kakao, kaffe, palmolja och bananer från plantageodlingar. För husbehov odlas jams, kassava m.m. Från fastlandets regnskogar exporteras ädelträ. Industrin är outvecklad och det mesta måste importeras, också livsmedel. Infrastruktur (bl.a. vägnätet), sjukvård och utbildning är mycket försummade.
Utöver oljenäringen är andra viktiga näringsgrenar är skogsbruk, jordbruk och fiske. Sedan 1993 har Världsbanken och andra länder i stort sett avslutat sina hjälp-program i Ekvatorialguinea, på grund av korruption och vanstyre i landet. De flesta företagen ägs av regeringsmedlemmar och deras familjer.
Ekvatorialguineas ekonomi är nästan helt baserad på olja och i någon mån naturgas. Den ekonomiska betydelsen av andra näringar, som jordbruk och service, är försumbar. Regeringen försöker numera bredda ekonomin eftersom produktionen på landets tre stora oljefält nått sin maximala nivå.
Det stora inflödet av oljepengar till Ekvatorialguinea har hittills inte inneburit några större förbättringar av levnadsvillkoren för landets folkmajoritet. Medan den styrande eliten berikar sig, lever de flesta ekvatorialguineanerna i djup fattigdom på mindre än två dollar om dagen. Efter att man fann olja i Ekvatorialguinea år 1995 har landets ekonomi förvandlats. Landet gick från att vara ett av världens fattigaste till att bli en av världens snabbast växande ekonomier. Idag är Ekvatorialguinea Afrikas sjunde största oljeproducent. Olja och gas står idag för 90 procent av Ekvatorialguineas samlade exportvärde, följt av timmer, kaffe och kakao. På grund av kolonialtiden handlar Ekvatorialguinea mycket med Spanien men trots detta är det USA som är landets största handelspartner, både för import och export. Dessutom exporteras mycket olja till Kina.
Bruttonationalprodukten (BNP) per capita ökade från att ha varit cirka 2 000 SEK år 1995 till över 110 000 år 2011. Detta gör Ekvatorialguinea till ett av de rikaste länderna i Afrika. Men större delen av landets rikedom  cirkulerar kring presidenten, och befolkningen får lite nytta av oljerikedomarna. Det gör att Ekvatorialguinea fortfarande är beroende av bistånd. 

### Näringsliv

#### Energi och råvaror
Ungefär 90 procent av elektriciteten produceras av fossila bränslen, resten av vattenkraft.[källa behövs]
Ekvatorialguinea har en varierande mängd outnyttjade mineraltillgångar: titan, järnmalm, mangan, uran och guldsand. Sedan olja upptäcktes i landet 1996 har produktion av olja och naturgas ökat år för år. År 2004 var Ekvatorialguinea den tredje största oljeproducenten i Afrika söder om Sahara. Utländska hjälpprogram har ställts in på grund av grov vanskötsel och korruption på regeringsnivå.

### Infrastruktur

#### Transporter
Vägnätet är 2 880 km, mestadels oasfalterat och landet saknar järnvägar.
De viktigaste hamnarna ligger i Bata, Luba, Malabo och Mbini. 2005 bestod handelsflottan av ett skepp.
Det finns sju flygplatser, varav sex har asfalterade landningsbanor. Huvudflygplatsen är Malabo internationella flygplats i Punta Europa med internationella flygningar till Benin, Frankrike, Gabon, Nigeria, Schweiz, Spanien och Tyskland. Fastlandet trafikeras via Bata flygplats som har inrikesflyg till Malabo.
Landets samtliga flygbolag är svartlistade av EU och får därför inte flyga till EU av säkerhetsskäl.

#### Utbildning och forskning
År 2015 var 4,7 procent av den vuxna befolkningen analfabeter. Andelen var lägre bland män, där 2,6 procent inte kunde läsa eller skriva, jämfört med 7,0 procent bland kvinnor.

## Befolkning

### Demografi

#### Minoriteter
Majoriteten av invånarna hör till bantufolket fang, och det finns ett mindre antal européer.
Befolkningen beräknades 2015 till omkring 740 000 invånare. Vid folkräkningen 1994 fördelade sig befolkningen på följande folkgrupper: fang 85,7 procent, bubi 6,5 procent, mdowe 3,6 procent, annobón 1,6 procent, bujeba 1,1 procent, övriga 1,4 procent.

### Språk
Spanska är officiellt språk, men olika bantuspråk är utbredda. Vid folkräkningen 1994 talade 67,6  procent av befolkningen spanska. 32,4 % av befolkningen talade övriga språk såsom Fang, franska, pidgin, bubi, combe.

### Religion
Vid sidan av den dominerande katolicismen lever traditionella naturreligioner kvar.

### Hälsa
Ett stort hälsoproblem är hiv och aids. År 2014 var 6,16 procent av den vuxna befolkningen smittad.

## Kultur

## Internationella rankningar
| Organisation                                | Undersökning                   | Bedömning                                | Rankning   |
| ------------------------------------------- | ------------------------------ | ---------------------------------------- | ---------- |
| Heritage Foundation/The Wall Street Journal | Ekonomisk frihet-index 2019    | 41,0 (Repressed; 100 är bäst)            | 174 av 180 |
| Reportrar utan gränser                      | World Press Freedom Index 2019 | 58,35 (0 är bäst)                        | 165 av 180 |
| Transparency International                  | Korruptionsindex 2018          | 16                                       | 172 av 180 |
| FN:s utvecklingsprogram                     | Human Development Index 2018   | 0,588 - Medium human development         | 144 av 189 |
| The Economist                               | Demokratiindex 2018            | 1,92 - Authoritarian regime (10 är bäst) | 161 av 167 |